# Kōhei Kitagawa
Kōhei Kitagawa (japanisch 北川 滉平 Kitagawa Kōhei; * 29. April 1995 in der Präfektur Shizuoka) ist ein japanischer Fußballspieler.

## Karriere
Kitagawa erlernte das Fußballspielen in der Jugendmannschaft von Júbilo Iwata und der Universitätsmannschaft der Momoyama-Gakuin-Universität. Seinen ersten Vertrag unterschrieb er 2015 bei V-Varen Nagasaki. Der Verein spielte in der zweithöchsten Liga des Landes, der J2 League. Für den Verein absolvierte er 13 Ligaspiele. Im August 2017 wechselte er zum Drittligisten Fujieda MYFC. Für den Verein absolvierte er 13 Ligaspiele. 2020 wechselte er zum Fünftligisten J.FC Miyazaki.